# Louis-Charles-Antoine Desaix

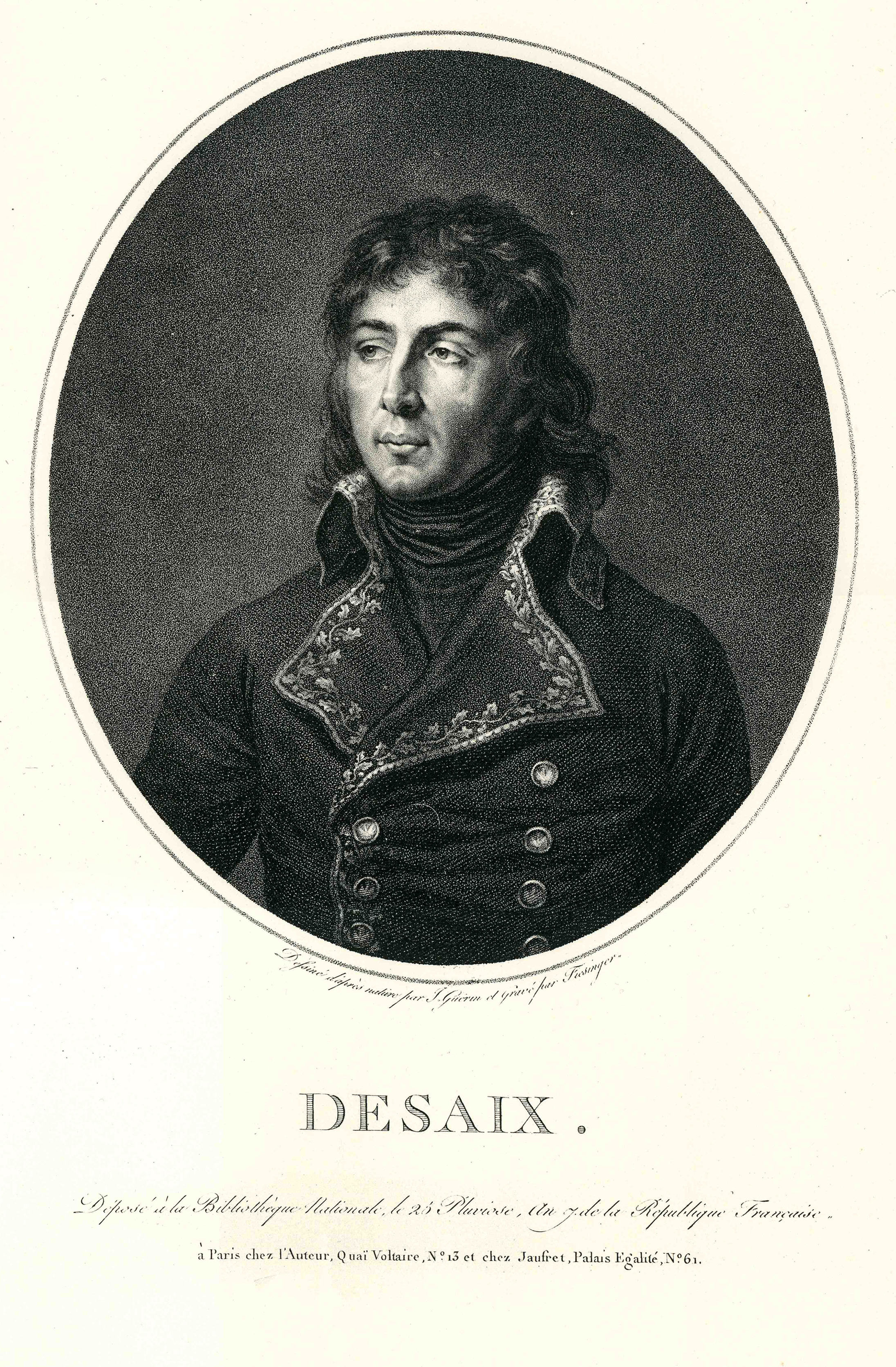
Portrét generála Desaixe (1798), Jean Urbain Guérin (1760-1836)

Louis Charles Antoine Desaix, rytíř de Veygoux (17. srpna 1768 St.-Hilaire d'Ayat – 14. června 1800 u Marenga, dnes Itálie) byl francouzský generál. Díky jeho předvídavosti a včasnému zásahu v bitvě u Marenga (a jezdeckému útoku generála Kellermanna) zvítězili Francouzi pod velením generála Bonaparta v téměř prohrané bitvě proti Rakušanům.

## Životopis

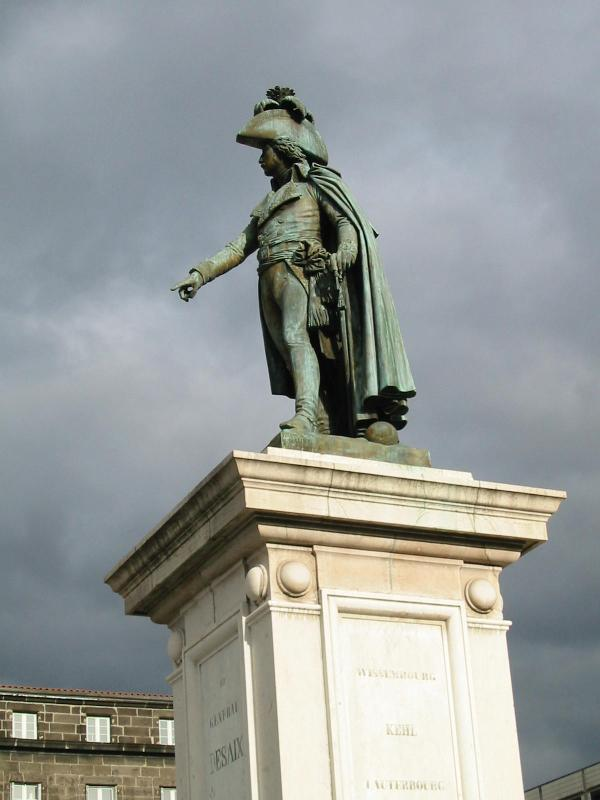
Socha generála Desaixe v Clermont-Ferrand

Desaix, syn Gilberta-Antoine des Aix, rytíře de Veygoux a Amable de Beaufranchet, pocházel z vážené starobylé rodiny nižší šlechty. Vyrůstal se svými sourozenci na rodinném statku Veygoux. V osmi letech vstoupil (18. října 1776) do Královské vojenské školy v Effiatu. V 15 letech pak proti vůli svých rodičů vstoupil jako podporučík do pěšího bretaňského pluku. Roku 1791 byl jmenován adjutantem generála de Broglie, jehož pád a poprava znamenaly vážné přerušení jeho slibně se rozvíjející kariéry.
Masové vraždy roku 1792 a hrůzovláda značně zchladily jeho prvotní nadšení pro ideje revoluce, ale po váhání se rozhodl zůstat ve Francii. Roku 1792 byl u rýnské armády a vynikl chladnokrevností i rozhledem. Roku 1793 po odvážné obraně weissenburské fronty proti Rakušanům byl povýšen na brigádního generála. Poté 26. prosince 1793 dobyl Lauterburg. Roku 1794 již jako divizní generál (povýšen 2. září 1794) velel pravému křídku rýnské armády, které velel generál Claude Michaud. Bojoval u Kaiserslauternu a podílel se na obsazení Mohuče (Mainz). Poté kryl ústup do Landau a Pirmasens. Roku 1796 po ústupu generála Moreaua bránil předmostí u Kehlu a teprve po vyčerpávajících bojích je 9. ledna 1797 předal Rakušanům (arcivévoda Karel) pod podmínkou volného odchodu s vojenskými poctami. Na rozkaz Moreaua se mu pak opět za mimořádně obtížných klimatických podmínek (v noci z 19. na 20. ledna 1797) podařilo překročit Rýn, při akci však utrpěl střelné poranění stehna.
Po uzdravení byl převelen do Itálie pod vrchní velení generála Bonaparta, který mu pak v egyptské kampani svěřil velení předvoje armády. Při obsazení Malty 10. července 1798 dobyl Desaix strategicky významný bod Fort St. Julien. Poté byl velmi úspěšný v Egyptě v tuhých bojích s mameluky, včetně srážky u Chebreiss (13. července 1798) a bitvy pod pyramidami (21. července 1798). Po dalších tvrdých srážkách pak obsadil Horní Egypt(boje u Sonaguy, Théb, Sienne, Gosseys) a svou mírností a citem pro spravedlnost si naklonil tamní obyvatelstvo, kterým byl nazýván „le Sultan juste“ (spravedlivý sultán). V pozemní bitvě u Abúkíru (25. července 1799) byl spolu s tehdejšími generály Lannesem a Muratem hlavním realizátorem Bonapartova velkého vítězství. Zůstal v Egyptě i po odjezdu Bonaparta a jeho nástupcem generálem Kléberem byl pověřen podepsat kapitulaci v El Arich (24. ledna 1800). Poté vyplul z Alexandrie do Francie (3. března 1800) předat text smlouvy vládě k ratifikaci. Po cestě byl však zadržen britskou fregatou, dopraven do Livorna a zde měsíc držen jako zajatec admirálem Keithem. Po propuštění spěchal na italské bojiště, kde byl uvítán generálem Bonapartem, který mu svěřil velení rezervního sboru.
V průběhu bitvy u Marenga (14. června 1800) byl vzdálen několik kilometrů od bojiště. Po zaslechnutí kanonády však nečekal na Bonapartovy rozkazy a ihned přikázal rychlým pochodem dostavit se na bojiště. Bitva se vyvíjela pro Francouze velmi špatně a při příchodu Desaixovy divize byla prakticky prohraná. Ten okamžitě zavelel přejít z pochodu do útoku (slavný výrok: „La Bataille est perdue, il est trois heures, il reste encore le temps, d’en gagner une autre“ – bitva je prohraná, jsou tři hodiny, máme ještě čas vyhrát jinou) a tím rozhodl – spolu s jezdeckým útokem generála Kellermanna – o drtivém vítězství Francouzů. Hned v počátku útoku však Desaix utrpěl smrtelné střelné poranění hrudníku. Jeho mrtvola byla balsamována a uložena do hrobu v průsmyku Svatého Bernarda, kde mu nechal Bonaparte postavit pomník. Napoleon měl v plánu statečného generála k sobě připoutat svatbou s nevlastní dcerou Hortensií. Desaix byl po své smrti oslavován a opěvován jako „oficiální hrdina“ francouzského konzulátu a císařství.